# Benjamín Jarnés
Benjamín Jarnés Y Millán, né le 7 octobre 1888 à Codo et mort le 11 août 1949 à Madrid, est un romancier et biographe espagnol.

## Biographie
Né le 7 octobre 1888 à Codo, Benjamín Jarnés s'engage dans l'armée en 1910 puis démissionne en 1920.
Son premier roman est intitulé Mosén Pedro (1924), mais sa réputation est établie par son second, El profesor inútil (1926).
Il meurt le 11 août 1949 à Madrid.